# Xã Wismer, Quận Marshall, Nam Dakota
Xã Wismer (tiếng Anh: Wismer Township) là một xã thuộc quận Marshall, tiểu bang Nam Dakota, Hoa Kỳ. Năm 2010, dân số của xã này là 36 người.